# Парламентські вибори в УРСР 1990

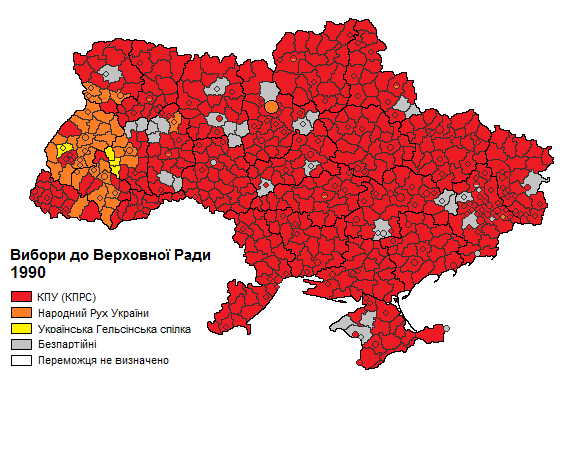
Результати виборів на мапі

Парла́ментські ви́бори в УРСР 1990 ро́ку — останні вибори до Верховної Ради УРСР та перші парламентські вибори радянського періоду на альтернативній основі, на яких було обране XII скликання Верховної Ради УРСР, що згодом стало І скликанням Верховної Ради України. Відбулися 4 березня 1990 року. Другий тур пройшов 18 березня 1990 року. 4 березня також були обрані обласні ради.
Незважаючи на монополію компартії на засоби масової інформації, майже чверть мандатів отримала проукраїнська опозиція (Демократичний блок). Це були перші альтернативні парламентські вибори за часів комуністичної диктатури.

## Історія
Процеси перебудови в СРСР наприкінці 80-х років XX ст. призвели до кардинальних змін політичної системи. Головною подією на цьому шляху стали вибори народних депутатів СРСР 1989 року. На цих виборах владою були вперше дозволені деякі елементи вільних та конкурентних (з можливістю реального вибору) виборів.
Закон про вибори до Верховної Ради УРСР від 27 жовтня 1989 року став ще більш демократичним, ніж попередній союзний. Зокрема, не було передбачено прямого обрання депутатів від громадських організацій, закріплювався принцип обов'язкової альтернативності, було «демонтовано» систему «фільтрувальних» зборів громадян для затвердження кандидатів.
Передвиборна кампанія на початку 1990 року стимулювала поширення у суспільстві багатьох ідей, які ще донедавна були заборонені для публічного обговорення. Вона поставила на порядок денний завдання утвердження української державності, необхідність докорінних змін в економічній та політичній системах, вперше стали звертати увагу на моральні якості кандидата.
За новим законом вибори проходили у кілька турів. Перший тур відбувся 4 березня 1990 року, явка склала 84,69 % виборців. Вибори відбулися в усіх 450 виборчих округах, однак у цей день було обрано лише 112 депутатів з 450. У 331 округах, де балотувалося більше двох кандидатів, і жодний не був обраний, було призначено другий тур. У 6 округах балотувалося двоє кандидатів, але жодний не був обраний, тому там були призначені повторні вибори. Ще в одному окрузі були виявлені помилки під час підрахунку голосів, тому потрібно було уточнити результати голосування.
З 10 по 18 березня 1990 року відбувся другий тур виборів, або повторне голосування, у результаті яких було обрано 330 народних депутатів Української РСР. Згодом були обрані й інші депутати.

## Результати
За результатами виборів у Верховній Раді УРСР утворилася парламентська більшість із комуністів і консерваторів (так звана «група 239»).
У Верховній Раді були представлені всі регіони республіки пропорційно до кількості населення. Серед народних депутатів Української РСР 104, або 23,2 процента становили працівники промисловості, будівництва, транспорту, зв'язку, 39, або 8,7 процента — трудівники сільського господарства. У складі Верховної Ради були
55, або 12,2 процента робітників і колгоспників. Значну кількість депутатських мандатів — 101, або 22,5 процента виборці вручили представникам невиробничої сфери. У числі народних депутатів 25, або 5,6 процента працівники науки, 16, або 3,6 процента — культури, літератури, мистецтва, 32, або 7,1 процента — народної освіти, 16, або 3,6 процента — охорони здоров'я, 12, або 2,7 процента — засобів масової інформації.
Склад Верховної Ради Української РСР оновився майже на 90 процентів. Народними депутатами Української РСР було обрано 6 народних депутатів Союзу РСР. 48, або 10,7 процента нинішніх народних депутатів республіки обиралися до найвищих органів державної влади країни і республіки попереднього скликання.
Народними депутатами Української РСР було обрано 95 працівників партійних, 38 — радянських, 3 — комсомольських, 16 — правоохоронних органів, 14 військовослужбовців, один релігійний діяч. У складі Верховної Ради УРСР 68, або 15,1 процента безпартійних, у тому числі 4, або 0,9 процента — члени ВЛКСМ, серед народних обранців 13, або 2,9 процента — жінок.
Освітній рівень народних депутатів, обраних до найвищого органу державної влади республіки, характеризувався такими даними: 430 депутатів, або 95,8 процента мають вищу або незакінчену вищу освіту, 77 — вчений ступінь або вчене звання, у тому числі 5 — це академіки, члени-кореспонденти Академії наук СРСР і Академії наук Української РСР, 19 депутатів, або 4,2 процента — із загальною середньою спеціальною освітою. 24 депутати мають економічну освіту, 171 — інженерно-технічну, 20 — юридичну, 61 — педагогічну, 23 — медичну.
За віком народні депутати республіки розподілялися таким чином: 20 чоловік, або 4,5 процента — молодь до 30 років; 75, або 16,7 процента — віком від 30 до 40 років; 189, або 42,1 процента — від 41 до 50 років; 148, або 33 процента — від 51 до 60 років; 17, або 3,8 процента депутатів старші 60 років.
У складі депутатів були представники семи національностей. Серед них — 337, або 75,1 процента українців, 100, або 22,3 процента — росіян, 5, або 1,1 проценти — білорусів.
Опозиційні до компартії сили («Демократичний блок») вперше домоглися значного успіху і отримали 111 з 442 місць. Демократичний блок отримав перемогу у п'яти областях: Львівській, Івано-Франківській, Тернопільській, Волинській та Київській, зокрема у Львівській області усі 24 мандати одержали кандидати від «Народного Руху».
До опозиційної «Народної Ради» у парламенті увійшло 125 осіб, зокрема депутатів від Львівщини — 24, Києва — 17, Івано-Франківщини — 11, Харківщини — 10. Головою «Народної Ради» було обрано Ігоря Юхновського, заступниками — Левка Лук'яненка, Дмитра Павличка, Олександра Ємця, Володимира Філенка, секретарем — Леся Танюка.